# Botvido de Suecia
Botvid (fallecido ca. 1120) fue un monje misionero en Suecia y santo de la Iglesia católica de los siglo XI/XII. Es patrono de la provincia sueca de Södermanland. Su festividad es el 28 de julio.
Los orígenes de Botvid se desconocen pero habría sido un monje anglosajón que llegó a Suecia como misionero para cristianizar el país. Junto con Eskil y David de Munktorp, fue enviado por el obispo Sigfrido a realizar la evangelización del valle del Mälaren.
Sus atributos son un pescado y un hacha. El pescado representa la pesca milagrosa que logró Botvid en un lugar poco propicio, y que fue tan abundante que se llenaron dos embarcaciones. El hacha es símbolo de su muerte. Botvid acompañó hasta la costa a un esclavo liberado, y fue asesinado por éste mientras dormía, cerca de Nyköping.
Sus restos fueron sepultados inicialmente en la iglesia de Salem, que se convirtió inmediatamente en un centro de peregrinación. En 1129 fueron trasladados en procesión a las propiedades familiares en las cercanías de Hammarby, donde su hermano levantó una iglesia en su memoria. El poblado que creció alrededor de la iglesia fue conocido desde entonces como Botkyrka.
De acuerdo a la leyenda, durante la translación de las reliquias de Salem a Botkyrka, la procesión se detuvo para descansar. Ahí donde fue colocado el cuerpo, brotó un manantial, que aún en la época actual es conocido como la fuente de San Botvid
.

## Galería

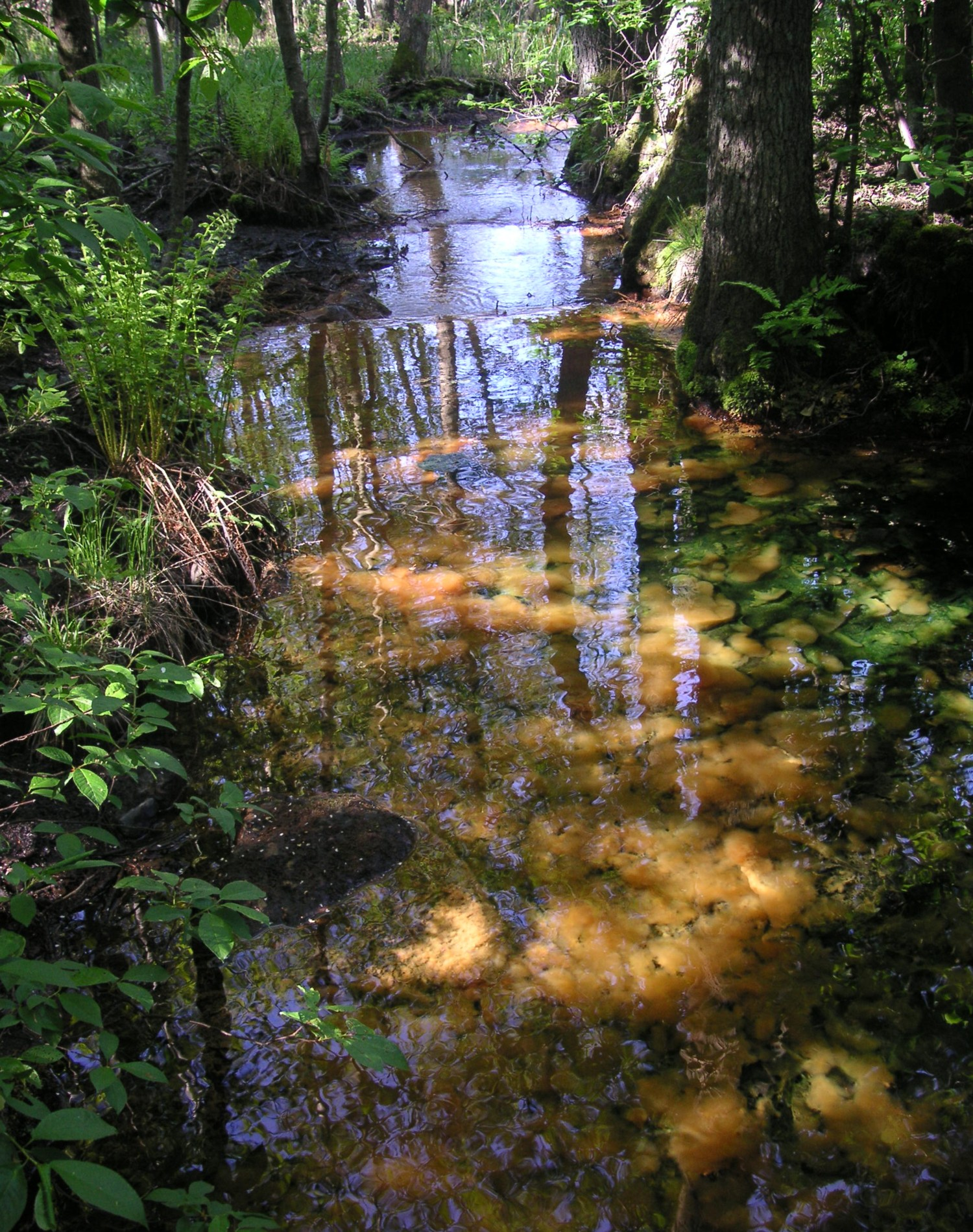
Fuente de San Botvid
Escudo del municipio de Botkyrka
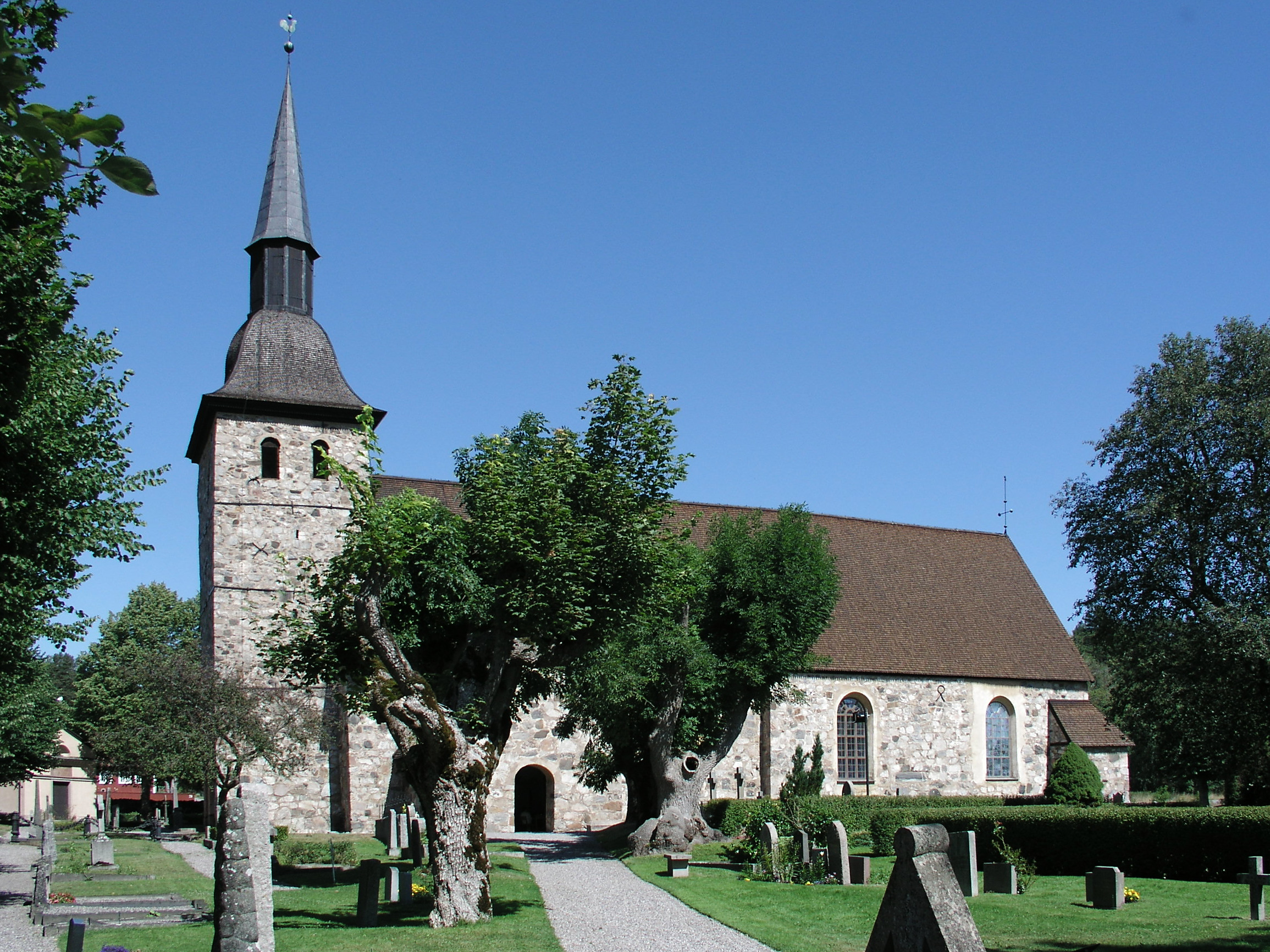
Iglesia de Botkyrka